# Saúl y David
Saúl y David (título original en danés, Saul og David) es la primera de las dos óperas del compositor danés Carl Nielsen.  El libreto en cuatro actos, de Einar Christiansen, narra la historia bíblica de los celos de Saúl por el joven David, tomada del Libro de Samuel.  La primera representación tuvo lugar en el Det Kongelige Teater, de Copenhague el 28 de noviembre de 1902.  

## Personajes
| Personaje                   | Tesitura        | Reparto del estreno 28 de noviembre de 1902 (Director: Carl Nielsen) |
| --------------------------- | --------------- | -------------------------------------------------------------------- |
| Saul, rey de Israel         | barítono bajo   | Niels Juel Simonse                                                   |
| David, un pastor            | tenor           | Vilhelm Herold                                                       |
| Michal, hija de Saúl        | soprano         | Emilie Ulrich                                                        |
| Jonatán, hijo de Saúl       | tenor           | Peter Cornelius                                                      |
| Samuel, profeta de Israel   | bajo            | Müller                                                               |
| Abner, capitán de Saúl      | barítono bajo   | Helge Nissen                                                         |
| Abishai, compañero de David | tiple o soprano | Margrethe Lindrop                                                    |
| Bruja de Endor              | contralto       | Elisabeth Dons                                                       |
| Coro: Israelitas y soldados |                 |                                                                      |